# Saif ad-Din Qutuz
Saif ad-Din Qutuz (Arabisch المظفر سيف الدين قطز, al-Muẓaffar Saif ad-Dīn Quṭuz; † 24 oktober 1260) was een in Turkije geboren Mameluk die opkwam tot de Sultan van Egypte in 1259. Zijn troonnaam was al-Malik al-Muzaffar.
Qutuz werd gekocht door Sultan al-Mu'izz Aybak (1250–1257) en benoemd tot emir van het Mu'izzi-regiment van de Mameluks, de lijfwacht van de Sultan. De Mu'izzi-mameluks waren in de eerste plaats bedoeld om het invloedrijke regiment Bahri te compenseren, dat zich verzette tegen het gezag van de Sultan. In januari 1254 vermoordde Qutuz de emir van Bahri, Faris ad-Din Aktay, voor zijn sultan. In de daaropvolgende jaren stond hij op om de facto plaatsvervanger van de Sultan te worden. Een kantoor dat hij bekleedde na zijn moord in 1257 onder het formele bewind van al-Mansur Ali.
Tijdens zijn bewind namen de bedreigingen van de Mongolen voor Syrië en Egypte sterk toe nadat ze in 1258 Bagdad en Irak hadden veroverd onder het kalifaat van Hülagü. Qutuz gebruikte dit als een excuus om Ali in november 1259 te vermoorden en zichzelf te verheffen tot de status van Sultan. Hij riep de door oorlog geharde Rukn ad-Din Baibars uit zijn ballingschap terug naar het hof van Caïro, ook al behoorde het tot het gehate Bahri-regiment. Toen de Mongolen in het voorjaar van 1260 naar Syrië trokken, ging Qutuz een wapenstilstand aan met de kruisvaarders in Palestina. Hij nam ook contact op met de Ayyubiden-sultan van Damascus, an-Nasir Yusuf, om een gemeenschappelijke alliantie tegen de Mongolen te vormen.
Nadat de Mongolen Damascus hadden veroverd, leidde Qutuz het verenigde Mameluke-leger en ging naar Syrië. In de Slag bij Ain Jalut (3 september 1260) was hij in staat haar beslist te verslaan en haar nimbus van onoverwinnelijkheid te vernietigen. De Mamluks konden Syrië veroveren, zodat de Eufraatrivier vervolgens de grensrivier werd tussen het Mongoolse rijk van de Il-Khane en de Mamluks in Egypte en Syrië. Egypte was het enige moslimland dat de Mongoolse invasie kon afweren. Vijf dagen na de strijd verhuisde Qutuz naar Damascus, wat Syrië grotendeels onder Mameluk-heerschappij bracht.
Qutuz (Turks: Kut-uz = de cultus / heilig-verlichte) kon echter niet profiteren van dit belangrijke succes, omdat Baibars hem op zijn jacht vermoordde kort na zijn terugkeer naar Caïro (24 oktober 1260). Baibars werd de sultan (1260–1277) en werd de feitelijke stichter van de Mamluk-regel in Egypte en Syrië.